# Telok Blangah (métro de Singapour)
Telok Blangah est une station de métro à Singapour.  
Elle est située dans le quartier résidentiel de Telok Blangah, qui lui a donnée son nom.  Elle dessert également les résidences de Keppel Bay. 

## Situation sur le réseau
La station a été inaugurée le 8 Octobre 2011.